# Temple protestant de La Tremblade
Le temple protestant de La Tremblade est un édifice religieux situé place du Temple à La Tremblade, commune de Charente-Maritime. Inauguré le 24 août 1823, c'est le plus ancien de la presqu'île d'Arvert. La paroisse des Îles de Saintonge est membre de l'Église protestante unie de France.

## Histoire

### Sous l'Ancien régime
À la Renaissance, les idées de la Réforme protestante s'implantent avec succès dans les provinces d'Aunis et de Saintonge, ouvertes au négoce océanique. Le prédicateur Philibert Hamelin organise les premières communautés. En 1557, il est arrêté, étranglé, puis brûlé à Bordeaux. Au cours des guerres de Religion, les catholiques sont inquiétés. La Rochelle devient une place de sûreté protestante. Ces guerres fratricides s’apaisent avec la promulgation de l'édit de Nantes par le roi Henri IV en 1598. À la fin du XVIe siècle, la population de La Tremblade est presque entièrement protestante. Un premier temple est élevé en 1610. Orienté nord-sud, il forme un rectangle de 28,5 m de long sur 15,25 m de large, la chaire adossée au mur latéral ouest.
En 1681, le temple est confisqué et converti en église catholique — il sera détruit en 1880 pour édifier l'église du Sacré-Cœur de La Tremblade. Dans les années précédant l'édit de Fontainebleau (1685), qui révoque l'édit de Nantes, Louis XIV accentue les persécutions contre les protestants. Des processions solennelles sont organisées à La Tremblade, en présence de hauts responsables locaux (ainsi de l'intendant d'Aunis, en 1681). Les fidèles calvinistes sont forcés d'abjurer. Nombre d'entre eux refusent et s'exilent dans les pays du Refuge huguenot. En 1688, 620 personnes ont quitté La Tremblade. 
L'hémorragie est telle que Fénelon est dépêché sur place afin de tenter de raisonner les « brebis égarées ». Sa mission, entamée le 6 février 1686, se solde par un échec. Le pouvoir utilise une tactique plus radicale : l'envoi des dragons du roi, qui ne parviennent pas davantage à empêcher bon nombre d'habitants de s'enfuir.
Les persécutions conduisent à l'organisation de rassemblements clandestins, dites « Assemblées du désert », souvent dans des maisons particulières ou en plein-air. Une des premières assemblées a lieu chez le tailleur Giraudeau, qui fait l'objet d'une enquête de police dès juin 1682. En 1715, l'évêque de Saintes constate que les villages de pêcheurs de la presqu’île d'Avert sont encore protestants. 
À l'époque des Lumières, la tolérance pratiquée à l'égard des religionnaires par le maréchal Jean Charles de Saint-Nectaire (Sénecterre), baron d'Arvert, permet la construction d'une discrète « maison d'oraison » en 1757, sous la direction du « pasteur du Désert » Jean-Louis Gibert. Elle est située à l'angle de l'actuelle rue des Bains et de la rue des Sables. Mais en 1768, Versailles ordonne sa destruction — toutefois seul le toit est enlevé. Grâce à la mansuétude du maréchal de Sénecterre, des réparations sont entreprises en 1771.

### Après la Révolution française

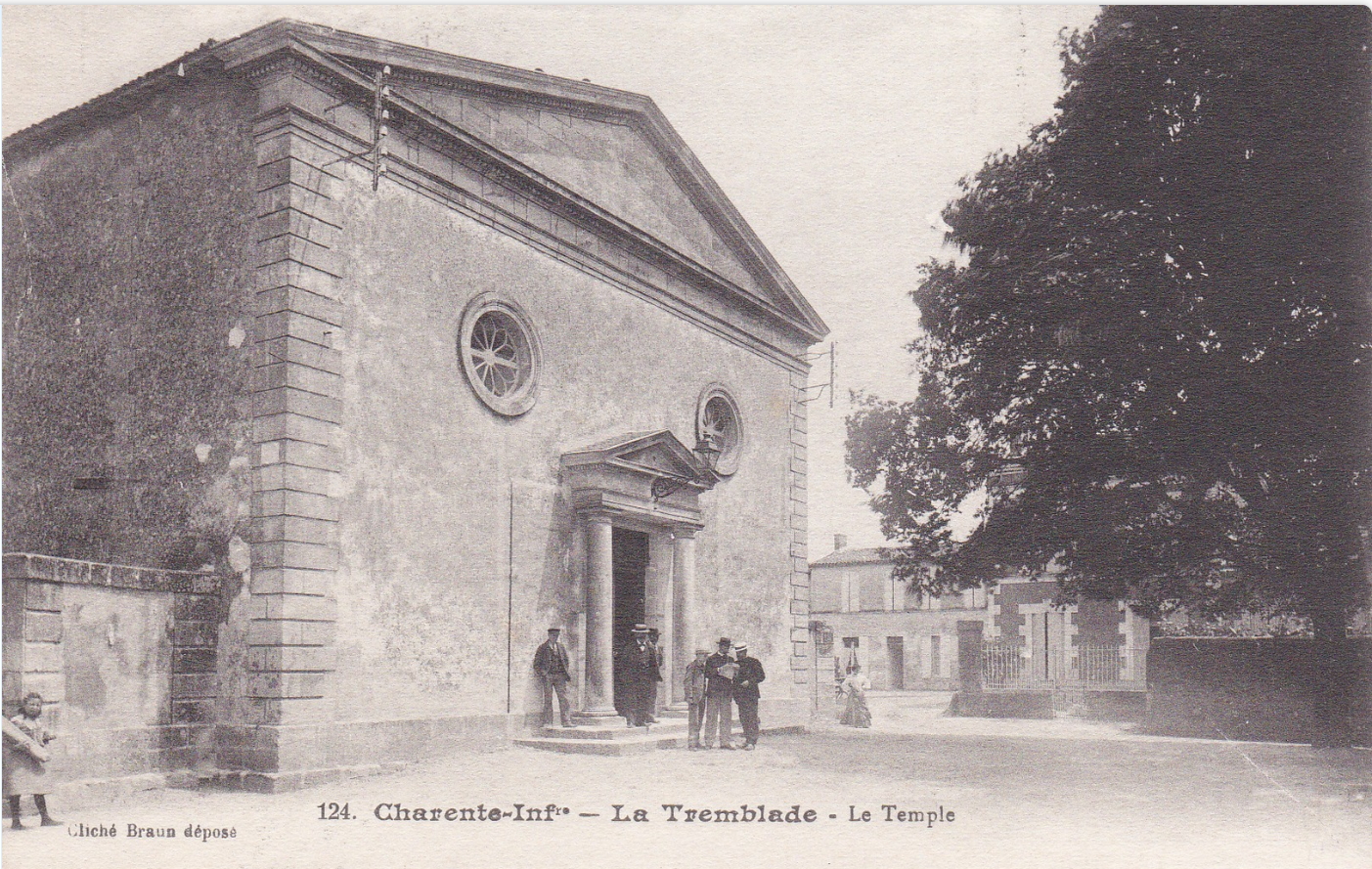
Ancienne carte postale avec la façade.

Avec la Déclaration des droits de l'homme et du citoyen de 1789, les protestants retrouvent la liberté de culte. En 1810, dans le cadre du Régime concordataire français, le consistoire réformé de La Tremblade, présidé par le pasteur Mazauric, achète un terrain place de la courte-boule. En 1820, le consistoire lance une souscription publique pour la construction d'un temple. Le 9 mai 1821, sous Louis XVIII, le pasteur Paul André obtient l'autorisation royale pour sa construction. La maison d'oraison est démolie en 1822 pour récupérer ses matériaux. 
Le temple est dédicacé le 24 août 1823, jour anniversaire du massacre de la Saint-Barthélemy, en présence de plusieurs ministres du culte des paroisses protestantes avoisinantes, du préfet du département, du sous-préfet de Marennes, du maire et de plusieurs personnalités,,,.
En 1945, la « poche » de Royan, occupée par les Allemands, est bombardée par les Alliés ; le temple protestant de Royan est détruit. Une communauté suisse offre un temple provisoire, modeste bâtiment de bois surmonté d'un petit campanile. Après la construction d'un nouveau temple à Royan en 1957, le bâtiment est démonté et installé dans le quartier balnéaire de Ronce-les-Bains. Il est détruit en 2007 afin de construire un parking.
En 1963, est créée la paroisse des îles de Saintonge, qui rassemble les temples de Marennes, Nieulle-sur-Seudre, L’Éguille, Mornac, Chaillevette, Étaules et Arvert. En 1979, elle fusionne avec les temples de Château-d'Oléron et Saint-Pierre-d’Oléron. Le dimanche 29 octobre 2023, elle fête le bicentenaire du temple de La Tremblade. À cette occasion, la façade et le parvis sont restaurés, et un escalier avec une rampe d'accès pour les personnes en fauteuil roulant est aménagé ,,.

## Pasteurs
Jean Mazauric est le premier pasteur en 1802. Le professeur de théologie Élian Cuvillier y exerce trois ans de ministère au début de sa carrière. Agnès Adeline y est pasteure depuis septembre 2019, après avoir été au temple protestant de l'Oratoire du Louvre. Elle est également aumônière des prisons.

## Architecture

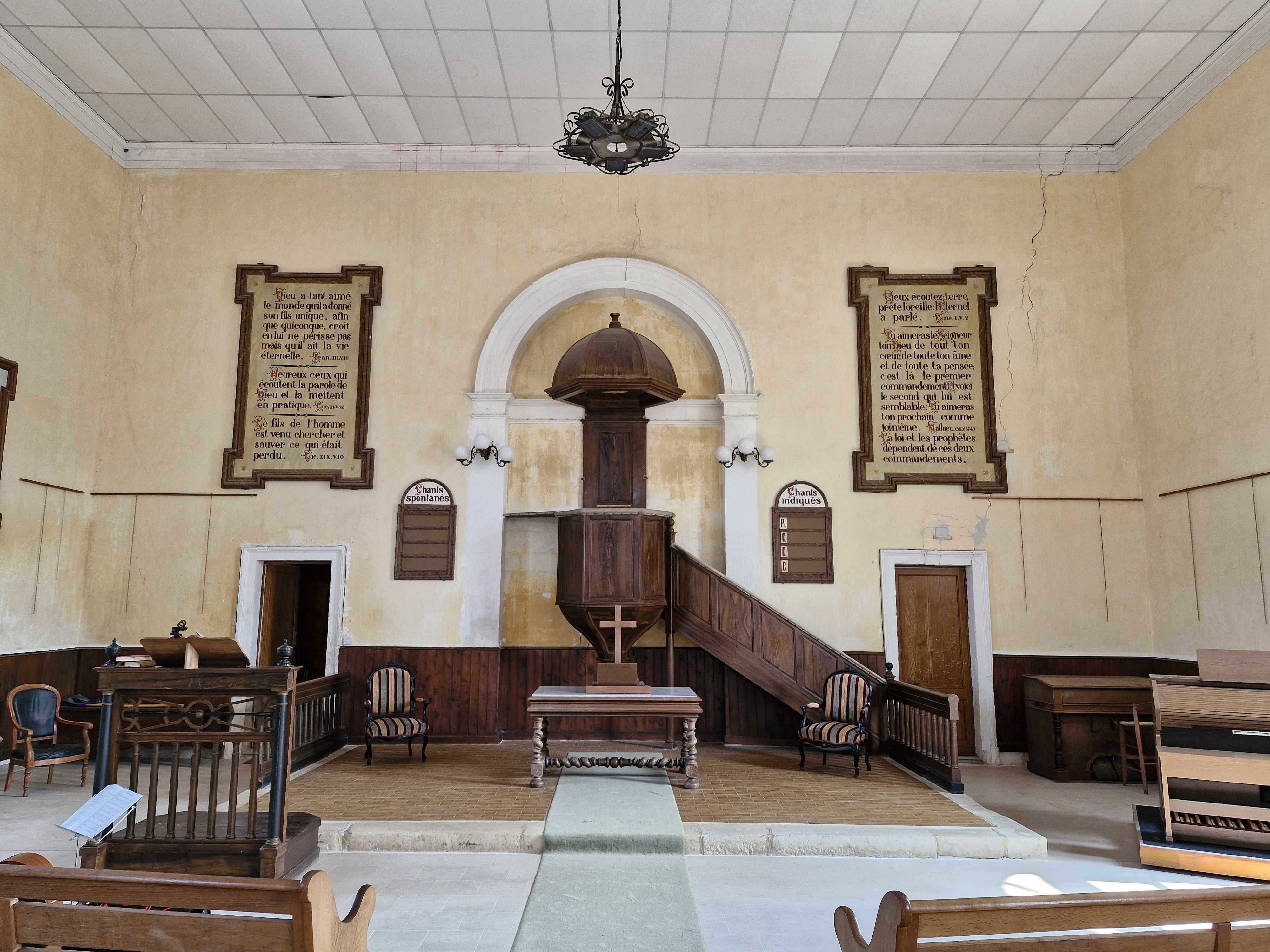
Nef avec chaire, versets et table de communion.

Le temple protestant de La Tremblade est édifié en 1823 sur les plans de l'architecte bordelais Burget. Il est bâti en pierre de taille de Saint-Savinien. La façade, d'une grande sobriété, est ouverte par deux oculi ornés de vitraux évoquant la croix huguenote. La porte de style néoclassique est encadrée de deux colonnes doriques et surmontée d'un fronton triangulaire, sur lequel est gravé la date d'inauguration, 1823. Sur le linteau est écrit « Temple - Culte protestant » en lettres capitales.
L'intérieur forme une vaste salle rectangulaire de 36 mètres de long sur 13 de large, divisée en deux travées. Sur la gauche est accrochée une plaque commémorative aux « Morts pour la France 1914-1918 », avec 49 noms et deux versets. La clôture du chœur est en pierre de Crazannes. Une Bible ouverte est posée sur la table de communion. 
Sur le mur du fond est installé une chaire, encadrée par deux tableaux des cantiques et deux panneaux en marbre portant des versets significatifs, tels que « Tu aimeras le Seigneur ton Dieu de tout ton cœur, de toute ton âme et de toute ta pensée ; c'est là le premier commandement. Et voici le second qui lui est semblable : Tu aimeras ton prochain comme toi-même. La loi et les prophètes dépendent de ces deux commandements. Mathieu [sic] XXII, v. 37-40 ». Ils sont signés Rochouquet 1898.